# Liste der von Rolf Lauter kuratierten Ausstellungen
Liste der von Rolf Lauter (* 1952) seit 1967 als Assistant Curator und seit 1970 als Curator realisierten Ausstellungen.

## Einleitung
Rolf Lauter begleitete seine Mutter Margarete Lauter bereits als zehnjähriger Schüler täglich bei der Arbeit in ihrer Galerie (1963–1967). Von 1967 bis 1970 arbeitete er als kuratorischer Assistent, von 1970 bis 1984 als Ausstellungskurator in der Galerie Lauter. Im Jahr 1984 wurde Lauter von Peter Iden als erster Wissenschaftlicher Mitarbeiter an das Museum für Moderne Kunst berufen, wo er die Sammlung und den Neubau von Hans Hollein fünf Jahre betreute. Seit 1989 war Lauter Kustos, von 1991 bis 2002 Oberkustos und Stellvertretender Direktor. Im Jahr 2002 berief Peter Kurz Lauter als Direktor an die Kunsthalle Mannheim (2002–2007). Ende 2007 wurde er in den Dienst als Beauftragter für Bildende Kunst Stadt Mannheim 2008–2009 versetzt. Seit 2010 arbeitet Lauter als freischaffender Kurator, organisiert Ausstellungen und publiziert Schriften zur Kunst und Kultur der Gegenwart.

## 1967
- Jaroslav Serpan: Bilder und Gouachen, Galerie Margarete Lauter, Mannheim, 07.04.–10.05.1967.[3]
- Hans Nagel: Plastiken, Collagen, Grafiken, Galerie Margarete Lauter, Mannheim, 12.05.–21.07.1967.[4]
- Amadeo Gabino, Galerie Margarete Lauter, Mannheim, 01.10.–30.11.1967.[5]
- Kult- und Kunstgegenstände aus Afrika, in Zusammenarbeit mit Hans Himmelheber, Galerie Margarete Lauter, Mannheim, 01.12.1967–01.03.1968.[6]

## 1968
- Otto Herbert Hajek: Farbwege, Galerie Lauter, Mannheim, 15.03.–24.04.1968.[7]
- Shusaku Arakawa: Bilder, Zeichnungen und Grafik, Galerie Lauter, Mannheim, 04.05.–29.05.1968.[8]
- Klaus Jürgen-Fischer: Bilder, Zeichnungen und Grafik, Galerie Lauter, Mannheim, 05.06.–15.07.1968.
- Divergenzen 68: Hans Baschang, Karl Heinz Dennig, Dieter Glasmacher, Knut Knabe, Jens Lausen, Rolf Laute, Werner Nöfer, Jürgen Reipka, Konrad Schulz, Galerie Lauter, Mannheim, 20.09.–24.10.1968.[9]
- Erwin Bechtold: Neue Bilder, Galerie Lauter, Mannheim, 26.10.–04.12.1968.[10]
- Louise Nevelson: Plastiken, in Zusammenarbeit mit Galerie Daniel Gervis, Paris. Galerie Lauter, Mannheim, 05.12.1968–15.01.1969.[11][12]

## 1969
- Bernd Berner: Bilder und Gouachen, Galerie Lauter, Mannheim, 31.01.–19.03.1969.[13]
- Karl-Fred Dahmen: Montagebilder und Objekte, in Zusammenarbeit mit Manfred de la Motte, Galerie Lauter, Mannheim, 02.04.–07.05.1969.[14]
- Hans Nagel: Plastiken, Collagen, Grafiken, Galerie Lauter, Mannheim, 09.05.–18.06.1969.
- Accrochage 1969: Otmar Alt, Shusaku Arakawa, Bernd Berner, Walter Brendel, Peter Brüning, Erwin Bechtold, Eduard Bargheer, Modest Cuixart, Pierre Clerc, K. F. Dahmen, R. G. Dienst, Natalia Dumitresco, Fassianos, Winfred Gaul, Amadeo Gabino, K. O. Götz, Walter Heckmann, Wolf Heinecke, Marvin Israel, Alexandre Istrati, Klaus Jürgen-Fischer, Nicolas Krushenik, Ger Lataster, Rolf Laute, Georg Meistermann, Manolo Millares, Hans Nagel, Georges Noël, Konrad Schulz, Jaroslav Serpan, Mario Yrisarry,  Galerie Lauter, Mannheim, 27.06.–25.07.1969.
- Gianfranco Baruchello, 26.09.–22.10.1969.[15]
- Otmar Alt: The nowhere man, Bilder, Zeichnungen und Grafik, Galerie Lauter, Mannheim, 25.10.–04.12.1969.[16]
- Wilhelm Loth: Plastik und Zeichnungen, Galerie Lauter, Mannheim, 05.12.1969–14.01.1970.[17]
- Amadeo Gabino: Grafiken, Galerie Lauter, Mannheim, 12.12.1969–14.01.1970.

## 1970
- Rolf Gunter Dienst: Bilder Zeichnungen und Grafik, Galerie Lauter, Mannheim, 16.01.–25.03.1970.[18]
- Dieter Krieg: Acht Malsch Wannen, mit Rolf Gunter Dienst, Galerie Lauter, Mannheim, 04.04.–27.05.1970.[19]
- Manuel Rivera: Objektbilder, in Zusammenarbeit mit Juana Mordo, Madrid, Galerie Lauter, Mannheim, 29.05.–25.07.1970.[20]
- René Acht: Bilder, Scherenschnitte und Grafik, Walter Heckmann: Plastik und Zeichnungen, Galerie Lauter, Mannheim, 26.08.–25.09.1970.[21]
- Karl Prantl: Skulpturen und Werkverzeichnis, Galerie Lauter, Mannheim, 02.10.–15.11.1970.[22]

## 1971
- Walter L. Brendel: Bilder, Galerie Lauter, Mannheim, 05.03.–28.04.1971.
- Kunst- und Kultgegenstände aus Afrika, in Zusammenarbeit mit Hans Himmelheber, Galerie Lauter, Mannheim, 05.03.–28.04.1971.
- Natalia Dumitresco: Bilder, Zeichnungen und Grafik, Galerie Lauter, Mannheim, 15.05.–25.06.1971.[23]
- Jürgen Reipka – Rinaldo Paluzzi, Galerie Lauter, Mannheim, 02.07.–30.07.1971.
- Manolo Millares: Bilder, Assemblagen und Zeichnungen, in Zusammenarbeit mit Juana Mordo Madrid, Galerie Lauter, Mannheim, 24.09.–05.11.1971.[24]
- Jobst Meyer: Bilder, Galerie Lauter, Mannheim, 12.11.–07.12.1971.

## 1972
- Karl Fred Dahmen: Kleine Retrospektive 1962–1972, Galerie Lauter, Mannheim, 25.02.–12.04.1972[25]
- K.R.H. Sonderborg: Bilder, Zeichnungen und Graphik, in Zusammenarbeit mit Daniel Gervis, Paris, Galerie Lauter, Mannheim, 14.04.–31.05.1972.[26]
- René Acht: Bilder und Scherenschnitte, Galerie Lauter, Mannheim, 09.06.–28.07.1972.
- Rolf Kissel: Objekte, Reliefs und Zeichnungen, Galerie Lauter, Mannheim, 15.09.–25.10.1972.
- Lothar Fischer: Plastiken und Zeichnungen, Galerie Lauter, Mannheim, 27.10.–06.12.1972.[27]

## 1973
- Op Art & Kinetik: Heinz Mack, Günther Uecker, Luis Tomasello, Yvaral (Jean-Pierre Vasarely), Galerie Lauter, Mannheim, 23.02.–09.05.1973.[28]
- Michel Sauer: Zeichnungen, Collagen, Kästen, Galerie Lauter, Mannheim, 11.05.–13.07.1973.
- Erwin Bechtold: Bilder, Zeichnungen, Grafik, Galerie Lauter, Mannheim, 12.09.–26.10.1973.
- Polnische Kunst: Lyrische und geometrische Abstraktion, in Zusammenarbeit mit Aleksander Wojciechowski, Galerie Lauter, Mannheim, 16.11.–01.12.1973.

## 1974
- Werner Schreib: Cachetagen, Objekte, Zeichnungen und Grafik, in Zusammenarbeit mit Ingeborg Schreib-Wywiorski, Galerie Lauter, Mannheim, 01.02.–20.03.1974.[29]
- Hermann Goepfert: Weiss-Bilder, kinetische Objekte und kinetische Lichtreflektoren, Galerie Lauter, Mannheim, 05.04.–15.06.1974.[30]
- Sommer-Accrochage mit Werken von: René Acht, Otmar Alt, Shusaku Arakawa, Erwin Bechtold, Miguel Berrocal, Victor Bonato, Walter L. Brendel, Natalia Dumitresco, Franz Eggenschwiler, Lothar Fischer, Lucio Fontana, Amadeo Gabino, Hermann Goepfert, Gotthard Graubner, Otto Herbert Hajek, Erich Hauser, Robert Häusser, Alexandre Istrati, Klaus Jürgen-Fischer, Rolf Kissel, Wilhelm Loth, Heinz Mack, Hans Nagel, Georges Noël, Rinaldo Paluzzi, Otto Piene, Karl Prantl, Jürgen Reipka, Manuel Rivera, Michael Sandle, Werner Schreib, Jaroslav Serpan, K.R.H. Sonderborg, Jesús Raphael Soto, Antoní Tàpies, Galerie Lauter, Mannheim, 30.06.–30.07.1974.
- Erwin Heerich: Grafische und plastische Arbeiten, Galerie Lauter, Mannheim, 20.09.–06.11.1974.[31]
- Habbah, Galerie Lauter, Mannheim, 08.11.–01.12.1974.[32]
- Accrochage 74: Bilder, Objekte, Plastiken und grafische Blätter von: Horst Antes, Arman, Erwin Bechtold, Miguel Berrocal, Mark Boyle, Walter L. Brendel, Peter Brüning, Alexander Calder, Christo, Natalia Dumitresco, Yolande Fièvre, Lothar Fischer, Amadeo Gabino, Rupprecht Geiger, Hermann Goepfert, Habbah, Erwin Heerich, Alexandre Istrati, Rolf Kissel, Ger Lataster, Wilhelm Loth, Adolf Luther, Heinz Mack, Jobst Mayer, Georg Karl Pfahler, Otto Piene, Robert Rauschenberg, Manuel Rivera, Niki de Saint-Phalle, Werner Schreib, K.R.H. Sonderborg, Mark Tobey, Günther Uecker, Victor Vasarely, Galerie Lauter, Mannheim, 07.12.1974–20.02.1975.[33]

## 1975
- Andreas Bindl, Galerie Lauter, Mannheim, 28.02.–12.04.1975.[34]
- Otto Piene: Feuerbilder, Galerie Lauter, Mannheim, 17.04.–04.06.1975.[35]
- Alexandre Istrati: Bilder, Gouachen und Grafik, Galerie Lauter, Mannheim, 06.06.–31.07.1975.[36]
- Adolf Luther: Lichtobjekte, Galerie Lauter, Mannheim, 12.09.–22.11.1975.[37]
- Accrochage 75 mit Werken von: Horst Antes, Jean Arp, Erwin Bechtold, Andreas Bindl, Walter Brendel, Pierre Clerc, Natalia Dumitresco, Lothar Fischer, Amadeo Gabino, Hermann Goepfert, Habbah, Ernst Heerich, Alexandre Istrati, Klaus Jürgen-Fischer, Rolf Kissel, Ger Lataster, Adolf Luther, Heinz Mack, Jobst Meyer, Manuel Hernández Mompó, Georges Noël, Otto Piene, Arnaldo Pomodoro, Robert Rauschenberg, Manuel Rivera, Michael Sandle, Werner Schreib, Bernard Schultze, Gustav Seitz, Jaroslav Serpan, K.R.H. Sonderborg, Jesús Raphael Soto, Antoní Tàpies, Günther Uecker, Ursula Schultze-Bluhm, Victor Vasarely, Galerie Lauter, Mannheim, 28.11.1975.–03.02.1976.[38]

## 1976
- Koordination und Organisation der 24. Jahresausstellung des Deutschen Künstlerbundes e.V., Multihalle im Herzogenriedpark, Mannheim, 21.05.-18.07.1976.[39]
- Gustav Seitz: Skulpturen, Zeichnungen und Grafik, Galerie Lauter, Mannheim, 13.02.–31.03.1976.[40]
- Rolf Kissel: Objekte, Integrationen und Zeichnungen, Galerie Lauter, Mannheim, 02.04.–17.5.1976.[41]
- HA Schult: Bilder unserer Welt, Galerie Lauter, Mannheim, 20.05.–30.06.1976.[42]
- Kunst aus Belgien: Pierre Alechinsky, Etienne Elias, Pierre Lahaut, Marc Mendelson, Galerie Lauter, Mannheim, 18.09.–23.10.1976.[43]
- Miguel Berrocal: Skulpturen und zerlegbare Multiples, Galerie Lauter, Mannheim, 05.11.–01.12.1976.[44]

## 1977
- Lothar Fischer: Plastiken und Zeichnungen, Galerie Lauter, Mannheim, 22.04.–07.06.1977.
- Antoní Tàpies: Monotypien, Grafik und bibliophile Werke der letzten Jahre, Galerie Lauter, Mannheim, 10.06.–30.07.1977.[45]
- Otto Herbert Hajek: Plastiken, Bilder, Reliefs, Zeichnungen und Grafik, Galerie Lauter, Mannheim, 23.09.–02.11.1977.
- Robert Motherwell: Collagen und Grafik, Galerie Lauter, Mannheim, 11.11.–07.12.1977.[46]

## 1978
- Robert Häusser: Photographische Bilder, in Zusammenarbeit mit Peter Iden, Galerie Lauter, Mannheim, 24.02.–10.04.1978.[47]
- Joan Miró: Gouachen, Zeichnungen, Graphik und bibliophile Werke, in Zusammenarbeit mit Galerie Maeght, Paris, Galerie Lauter, Mannheim, 14.04.–28.05.1978.[48]
- Jaroslav Serpan: Bilder, Gouachen, Zeichnungen und Grafik aus den Jahren 1946–1976,[49] Galerie Lauter, Mannheim, 02.06.–29.07.1978.[50]
- Jobst Meyer: Bilder und Zeichnungen aus den Jahren 1971–1975, Galerie Lauter, Mannheim, 13.10.–14.11.1978.

## 1979
- Rolf Kissel: Objekte und Zeichnungen, Galerie Lauter, Mannheim, 02.03.–22.04.1979.[51]
- Erwin Bechtold: Bilder und Zeichnungen, Galerie Lauter, Mannheim, 27.04.–29.07.1979.
- Antonio Saura: Bilder und Zeichnungen, in Zusammenarbeit mit Rodolphe Stadler, Paris, Galerie Lauter, Mannheim, 21.09.–12.11.1979.[52]

## 1980
- Georges Mathieu, Retrospektive mit Bildern, Gouachen, Aquarellen und Zeichnungen aus den Jahren 1944–1979, Galerie Lauter, Mannheim, 25.01.–19.04.1980.[53]
- Erich Hauser: Plastiken, Reliefs, Zeichnungen, Radierungen, Galerie Lauter, Mannheim, 09.05.–28.07.1980.[54]
- Georges Noël: Retrospektive der Bilder, Zeichnungen und Grafiken aus den Jahren 1958–1980, in Zusammenarbeit mit Margit Rowell, Galerie Lauter, Mannheim, 24.10.–19.11.1980.[55]

## 1981
- Heinz Mack: Retrospektive, Galerie Lauter, Mannheim, 23.01.–13.03.1981.[56]
- Otmar Alt: Bilder und Zeichnungen, Galerie Lauter, Mannheim, 20.03.–16.05.1981.[57]
- Galerie Lauter 1963–1981: Eine Retrospektive, Galerie Lauter, Mannheim, 22.05.–30.09.1981.[58]
- Hans Hartung: Bilder, Gouachen, Zeichnungen und Grafik, Galerie Lauter, Mannheim, 16.10.1981–28.02.1982.[59]

## 1982
- Künstler der Galerie, Galerie Lauter, Mannheim, 15.03.–30.05.1982.
- Amadeo Gabino, Galerie Lauter, Mannheim, 25.06.–30.07.1982.
- Tendenzen der 60er Jahre: Nouveau Réalisme, in Zusammenarbeit mit Galleria Peccolo, Livorno, Galerie Lauter, Mannheim, 09.09.–31.10.1982.
- Victor Vasarely: Bilder, Objekte, Grafiken und Multiples, in Zusammenarbeit mit Artcurial, Paris. Galerie Lauter, Mannheim, 12.11.1982–15.01.1983.[60]

## 1983
- École de Paris: Dumitresco, Istrati, Mathieu, in Zusammenarbeit mit Daniel Gervis, Galerie Lauter, Mannheim 18.01.–28.02.1983.
- Roberto Matta: Bilder Zeichnungen und Grafik, in Zusammenarbeit mit Germana Ferrari, Paris, Galerie Lauter, Mannheim, 04.03.–31.05.1983.[61]
- George Rickey: Kinetische Plastiken, Galerie Lauter, Mannheim, 23.09.–16.11.1983.[62]

## 1984
- Karel Appel: Gouachen, Zeichnungen und Grafik, Galerie Lauter, Mannheim, 05.02.–01.04.1984.[63]
- Georges Noël: Retrospektive 1958–1983, Galerie Lauter, Mannheim, 06.04.–23.06.1984.[64]
- Werke der Zero-Gruppe: Mack, Piene, Uecker, Galerie Lauter, Mannheim, 28.06.–30.09.1984.[65]
- Erwin Bechtold, Galerie Lauter, Mannheim, 05.10.–20.11.1984.[66]
- Partnergalerien aus Paris – Ein Rückblick: Paul Facchetti, Alexandre Iolas, Rodolphe Stadler, Daniel Gervis, Artcurial, Galerie Maeght. Galerie Lauter, Mannheim, 03.12.1984–25.02.1984.

## 1985
- Mit Peter Iden, Bilder für Frankfurt, Ausstellung und Bestandskatalog des Museums für Moderne Kunst Frankfurt, Deutsches Architekturmuseum, Frankfurt am Main 1985, ISBN 3-7913-0702-9

## 1986
- Serpan: Das offene Kunstwerk oder die Kraft des Zeichens / L'opera aperta ovvero la forza del segno, Galleria Peccolo, Livorno 1986.[67]
- Zoltan Kemeny: Ein Künstler zwischen Malerei und Plastik. Zeichnungen aus den Jahren 1953–1964 / Un'artista fra pittura e scultura. Disegni degli anni 1953–1964, Galleria Peccolo, Livorno 1986.[68]

## 1987
- Mit Peter Iden: Dalla pop art americana alla nuova figurazione: Opere del Museo d'arte moderna di Francoforte, Padiglione d‘arte contemporanea, Milano 23.09.–23.11.1987, ISBN 978-88-202-0763-2
- Winfred Gaul oder der Beginn der analytischen Malerei. Werke aus den Jahren 1953–1961 / Winfred Gaul o l'inizio della pittura analitica. Opere degli anni 1953–1961, Galleria Peccolo, Livorno 1987.[69]

## 1988
- Skulpturenpark-Schloss-Philippsruhe, ein Skulpturenpark in der historischen Gartenanlage des Schlosses Philippsruhe in Hanau am Mainufer. Jury-Mitglied der Bildhauersymposien 1986, 1988 und 1990 und Kooperationspartner des Historischen Museums Hanau.[70][71]
- Das MMK auf dem Museumsuferfest 1988. Eine Ausstellung im Architektur-Pavillon von Max Dudler, Frankfurt am Main 1988.[72]

## 1989
- Dan Flavin: Two Primary Series and one Secondary (1968), Eine Ausstellung des Museums für Moderne Kunst auf der Art Frankfurt 1989, Messe Frankfurt am Main 1989.
- Der geschundene Mensch: Zeitgenössische Kunst in 'fremden' Räumen: Rafael Canogar, Juan Genoves, Manolo Millares, Antonio Saura, Museum für Moderne Kunst in Zusammenarbeit mit Katharina Winnekes / Kunst und Kirche: Präsidium des Evangelischen Kirchenbautages in Verbindung mit dem Institut für Kirchenbau und kirchliche Kunst der Gegenwart an der Philipps-Universität Marburg, Karmeliterkloster, Frankfurt am Main 1989.[73]

## 1990
- Zeitgenössische Kunst im Städtischen Raum. Kunst im öffentlichen Raum im Bereich Dom/Römerberg Frankfurt, mit Werken und ortsspezifischen Installationen von: Catherine Beaugrand, Richard Deacon, Lutz Fritsch, Owen Griffith, Ottmar Hörl, Joseph Kosuth, Sol Lewitt, Christiane Möbus, Bruce Nauman, Fabrizio Plessi, James Reineking, Michel Sauer, Joel Shapiro und Franz Erhard Walther, in Kooperation mit dem Förderverein Schöneres Frankfurt e.V., Stadtmitte Frankfurt am Main 1990–1991.[74][75]

## 1991
- Eröffnungsausstellung - Museum für Moderne Kunst, Frankfurt am Main, 06.06.1991–13.01.1992:[76]
- Gerhard Richter: Fußgänger, (1963), Alpen, (1968) und Werkgruppe 18. Oktober 1977 (1988), Museum für Moderne Kunst, Frankfurt am Main 1991/92.
- Walter de Maria: 4-6-8 Series (1966) und Ergänzung der Arbeit durch den Künstler 1991, Pyramid Chair (1966), Museum für Moderne Kunst, Frankfurt am Main 1991/92.
- Bill Viola: The Stopping Mind (1991), Museum für Moderne Kunst, Frankfurt am Main 1991/92.
- Mario Merz: At the still point of the turning World / Spazi immensi ninfea stellare / Die Steine wurden im Jahr 1991 in Frankfurt geschnitten, Iglu-Installation mit Materialien aus der Umgebung von Frankfurt, Museum für Moderne Kunst, Frankfurt am Main 1991.[77]
- James Turrell: Twilight Arch (1991), Museum für Moderne Kunst, Frankfurt am Main 1991/92.
- Claes Oldenburg: Bedroom Ensemble, Replica I (1969), Werkgruppe aus den Jahren 1963–1990 und Auszüge aus dem Skizzenbuch (1963), Museum für Moderne Kunst, Frankfurt am Main 1991/92.
- Reinhard Mucha: Mutterseelenallein (1988/89), Museum für Moderne Kunst, Frankfurt am Main 1991/92.
- Lothar Baumgarten: Frankfurter Brief (1989–1991), Museum für Moderne Kunst, Frankfurt am Main 1991/92.
- Charlotte Posenenske: Vierkantrohre Serie D (1967), Museum für Moderne Kunst, Frankfurt am Main 1991/92.
- Peter Roehr: Werke aus den Jahren 1962–1967, Museum für Moderne Kunst, Frankfurt am Main 1991/92.
- Franz Erhard Walther: 1. Werksatz 1963–1969, Museum für Moderne Kunst, Frankfurt am Main 1991/92.
- Carl Andre: Extraneous Roots, Sonderausstellung des Museums für Moderne Kunst im Karmeliterkloster mit den Bodenplastiken 144 Steel Square (1967), 22 Steel Row (1968), 35 Timber Line (1968), Frankfurt am Main 07.06.–14.07.1991.[78]
- Sechs Künstler – Sechs Räume: Carl Andre, Thomas Bayrle, Bruce Nauman, Arnulf Rainer, James Turrell, Mathias Völcker, Galerie Jahrhunderthalle Hoechst, Frankfurt am Main 05.12.1991–28.01.1992.[79]

## 1992
- Szenenwechsel I – Museum für Moderne Kunst, Frankfurt am Main, 18.01.–31.05.1992:[80]
- Alighiero Boetti: Werke aus den Jahren 1971–1990, Museum für Moderne Kunst, Frankfurt am Main 1992.
- Walter De Maria, Frank Stella, Yves Klein, On Kawara, Museum für Moderne Kunst, Frankfurt am Main 1992.
- Szenenwechsel II – Museum für Moderne Kunst, Frankfurt am Main, 06.06.1992–17.01.1993:
- Urs Breitenstein: gehäuft vereinzelt, Museum für Moderne Kunst, Frankfurt am Main 1992/93.
- Neupräsentation Werke der Pop Art: Jasper Johns, Roy Lichtenstein, Claes Oldenburg, Robert Rauschenberg, James Rosenquist, George Segal, Andy Warhol, Tom Wesselmann und Gerhard Richter. Museum für Moderne Kunst, Frankfurt am Main 1992/93.

## 1993
- Szenenwechsel III – Museum für Moderne Kunst, Frankfurt am Main, 29.01.–26.05.1993:[81]
- Gotthard Graubner: Farbraumkörper Venezia, Werkgruppe der XI. Biennale di Venezia, Museum für Moderne Kunst, Frankfurt am Main 1993.
- Alighiero Boetti: Aerei (1974) und Werke aus den Jahren 1978–1990, Museum für Moderne Kunst, Frankfurt am Main 1993.
- Robert Morris: Fountain (1963), Museum für Moderne Kunst, Frankfurt am Main 1993.
- Herbert Hamak: Malerei im Dialog mit sich selbst. Eine neue Werkgruppe, Museum für Moderne Kunst, Frankfurt am Main 1993/94.
- Szenenwechsel IV – Museum für Moderne Kunst, Frankfurt am Main, 04.06.1993–15.01.1994:[82]
- Heiner Blum: Alarm (1982–83), Museum für Moderne Kunst, Frankfurt am Main 1993/94.
- Heiner Blum: Spiele (1983/93), Museum für Moderne Kunst, Frankfurt am Main 1993/94.
- Heiner Blum: TIME (1987–88), Dia-Installation, Museum für Moderne Kunst, Frankfurt am Main 1993/94.
- Peter Fischli und David Weiss: Raum unter der Treppe (1993), Museum für Moderne Kunst, Frankfurt am Main 1993/94.
- James Turrell: First Light – 20 Radierungen (1989–90), Museum für Moderne Kunst, Frankfurt am Main 1993/94.
- Urs Breitenstein: Dia-Projektion 'Welten‘ (1993), Museum für Moderne Kunst, Frankfurt am Main 1993/94.
- Neo Rauch: Die Suche nach den Ursprüngen der Malerei in der Gegenwart[83], Jürgen Ponto Stiftung[84], Dresdner Bank AG, Frankfurt am Main 28.09.–30.11.1993.
- Herbert Warmuth: Die Realitätsverschiebung des Bildbegriffes, Jürgen-Ponto-Stiftung, Dresdner Bank AG, Frankfurt am Main 28.09.–30.11.1993.
- Frá Islandi. Zeitgenössische Kunst aus Island, Deutsche Bank, Frankfurt am Main 1993.
- Das Museum für Moderne Kunst zu Gast in der Galerie Jahrhunderthalle Hoechst: Silvia Bächli, Heiner Blum, Walter Dahn, Peter Rösel, Manfred Stumpf, Galerie Jahrhunderthalle Hoechst, Frankfurt am Main 8. März - 12. April 1993.[85]

## 1994
- Film und Videoprogramm im MMK 1994–2002, Museum für Moderne Kunst, Frankfurt am Main 1994–2002.
- Szenenwechsel V – Museum für Moderne Kunst, Frankfurt am Main, 28.01.–15.05.1994:[86]
- Franz Erhard Walther: 1. Werksatz 1963–1969. Werkpräsentation & Werkdemonstration mit dem Künstler, Museum für Moderne Kunst Frankfurt 1994.
- Arnulf Rainer: Übermalungen und Foto-Überzeichnungen, Museum für Moderne Kunst, Frankfurt am Main 1994.
- Donald Judd: Untitled (1967), Museum für Moderne Kunst, Frankfurt am Main 1994.
- John Chamberlain: Werkgruppe aus den 60er Jahren, Museum für Moderne Kunst, Frankfurt am Main 1994.
- Szenenwechsel VI – Museum für Moderne Kunst, Frankfurt am Main, 08.06.1994–15.01.1995:[87]
- Michelangelo Pistoletto: Lampada a stelo bianco (1981), Museum für Moderne Kunst, Frankfurt am Main 1994/95.
- Dan Flavin: Two Primary Series and one Secondary (1968), Museum für Moderne Kunst, Frankfurt am Main 1994/95.

### Kunst in Frankfurt – 1945 bis heute
Ein Projekt anlässlich der 1200-Jahrfeier der Stadt Frankfurt am Main mit 18 Sonderausstellungen an 11 Standorten in der Stadt. Museum für Moderne Kunst
- 1) Positionen zeitgenössischer Kunst der 60er Jahre: Thomas Bayrle, Charlotte Posenenske, Peter Roehr (Ein «Frankfurter Raum»), Museum für Moderne Kunst, Frankfurt am Main, 08.06.1994–15.01.1995.
- 2) Joseph Beuys: Titus / Iphigenie. Eine Aktion im Rahmen der Experimenta 3, Frankfurt 1969. Fotografien von Abisag Tüllmann und Filmreihe von Joseph Beuys. Museum für Moderne Kunst, Frankfurt am Main, 08.06.1994–15.01.1995.
- 3) Positionen aktueller Kunst der 80er und 90er Jahre: Heiner Blum, Urs Breitenstein, Udo Koch, Marko Lehanka, Stephan Melzl, Manfred Stumpf, Mathias Völcker, Museum für Moderne Kunst, Frankfurt am Main, 08.06.1994–15.01.1995.

Fotografie Forum Frankfurt
- 4) Hommage an Peter Roehr: Foto-Montagen der Jahre 1964–1966,[90] Museum für Moderne Kunst im Fotografie Forum Frankfurt, 03.09.–25.09.1994.[91]

Dominikanerkloster
Positionen aktueller Kunst der 80er und 90er Jahre:
- 5) Urs Breitenstein: innen außen innen, Dominikanerkloster und architekturbezogene Werke Braubachstrasse, 03.09.–10.10.1994.
- 6) Frank Dömer: Malerei, Dominikanerkloster, 13.10.–30.11.1994.

Forum Affentor
Positionen aktueller Kunst der 80er und 90er Jahre:
- 7) Cornelia Franke – Charly Steiger, Forum Affentor, 03.09.–21.09.1994.

Union Club
Positionen aktueller Kunst der 80er und 90er Jahre:
- 8) Gabriele Muschel – Gerhard Winkler, Union Club, 03.09.–10.10.1994.
- 9) Ulrich Diekmann – Hide Nasu, Union Club, 13.10.–06.11.1994.
- 10) Jochem Hendricks – Eva von Platen, Union Club, 11.11.–18.12.1994.

Amerika Haus Frankfurt
Positionen aktueller Kunst der 80er und 90er Jahre:
- 11) Inge Rambow – Catherine Wagner: Ein Dialog Europa – Amerika, Amerika Haus Frankfurt, 14.10.–18.12.1994.

Kultur im Dritten im Palmengarten
Positionen aktueller Kunst der 80er und 90er Jahre:
- 12) Manfred Stumpf: Eremitage, Kultur im Dritten im Palmengarten, 11.11.–04.12.1994.

Künstlerhaus Mousonturm
Positionen aktueller Kunst der 80er und 90er Jahre:
- 13) Karin Hoerler, Künstlerhaus Mousonturm, 11.11.–18.12.1994.

Schirn Kunsthalle
Positionen aktueller Kunst der 80er und 90er Jahre:
- 14) 5 x Fotografie aus Frankfurt: Hanns-Christoph Eisenhardt, Rolf Lenz, Laura Padgett, Nicole Van den Plas, Renate Schlicht, in Zusammenarbeit mit dem Frauenreferat, Schirn Kunsthalle Frankfurt, 02.11.–27.11.1994.

Ausstellungshalle Zoo
Positionen aktueller Kunst der 80er und 90er Jahre:
- 15) Kurt Hofmann – Herbert Warmuth, Ausstellungshalle Zoo, 11.11.–18.12.1994.
- 16) Harald Pompl – Michael Reiter, Ausstellungshalle Zoo, 13.01.–24.02.1995.

Galerie Jahrhunderthalle Hoechst
- 17) Zeitgenössische Kunst aus Frankfurter Banken, Galerie Jahrhunderthalle Hoechst, 10.10.–20.11.1994.[94]
- 18) Das Museum für Moderne Kunst und die Sammlung Ströher, Galerie Jahrhunderthalle Hoechst, 05.12.1994–08.01.1995.[95]

## 1995
- Szenenwechsel VII – Museum für Moderne Kunst, Frankfurt am Main, 27.01.–14.05.1995:[96]
- Walter De Maria: Cage (1965), Pyramid Chair (1966), 4-6-8 Series (1966/91), Circle – Square – Triangle (1972) und der Zeichnungs-Zyklus The Pure Polygon Series (1975), Museum für Moderne Kunst, Frankfurt am Main 1995.
- Alighiero Boetti: I mille fiumi piu lunghi del mondo / Die tausend längsten Flüsse der Welt (1976–78) Neuerwerbung, Museum für Moderne Kunst, Frankfurt am Main 1995.
- Paul Thek: Werkgruppe 1964–1975, Museum für Moderne Kunst, Frankfurt am Main 1995.
- Robert Watts: Chair (1962), Museum für Moderne Kunst, Frankfurt am Main 1995.
- Szenenwechsel VIII – Museum für Moderne Kunst, Frankfurt am Main, 23.06.1995–14.01.1996:[97]
- Frank Stella – Donald Judd / Yves Klein – On Kawara: Die 'Praxis' der Kunst und die 'Philosophie' der Kunst, Museum für Moderne Kunst, Frankfurt am Main 1995/96.
- Das Museum für Moderne Kunst zu Gast im Europäischen Währungsinstitut / Museum für Moderne Kunst at European Monetary Institute: Heiner Blum, Piero Dorazio, Karl Otto Götz, Gotthard Graubner, Otto Greis, Herbert Hamak, Barbara Klemm, Imi Knoebel, Heinz Kreutz, Dieter Krieg, Albert Oehlen, Markus Prachensky,  Bernard Schultze, Emil Schumacher, Hans Steinbrenner, Antoní Tàpies, Frankfurt am Main 1995–2002.

## 1996
- Szenenwechsel IX – Museum für Moderne Kunst, Frankfurt am Main, 31.01.–12.05.1996:[98]
- Alighiero Boetti: Pavimento (1967/68) und Werke aus den Jahren 1976–1990. Museum für Moderne Kunst, Frankfurt am Main 1996.
- Gerhard Richter: 18. Oktober 1977 (1988) und Farbfelder – 6 Anordnungen von 1260 Farben (1974), Museum für Moderne Kunst, Frankfurt am Main 1996/97.
- Szenenwechsel X – Museum für Moderne Kunst, Frankfurt am Main, 16.06.1996–05.01.1997:[99]
- Ed Ruscha: Gasoline Stations (1962, 1989), Museum für Moderne Kunst, Frankfurt am Main 1996/97.
- Herbert Hamak: Zeichnungen (1996) und Eine Werkgruppe aus den Jahren 1992–1995, Museum für Moderne Kunst, Frankfurt am Main 1996/97.
- Chambres d'amis d'art contemporain: Eine Werkgruppe von Herbert Hamak im Hotel Steigenberger Frankfurter Hof, Frankfurt am Main 19.05.–31.12.1996.
- Künstlerische Gestaltung Außenfassaden Museum für Moderne Kunst von Roy Lichtenstein zum Goethejahr 1999, New York / Frankfurt am Main, April 1996.
- Views from Abroad: European Perspectives on American Art – Die Entdeckung des Anderen. Museum für Moderne Kunst im Whitney Museum of American Art, New York 18.10.1996–05.01.1997.
- Frankfurt meets New York, exhibition and representational event of the City of Frankfurt at the Whitney Museum of American Art, New York, 18.–22.12.1996.

## 1997
- Szenenwechsel XI – Museum für Moderne Kunst, Frankfurt am Main, 31.01.–04.05.1997:[100]
- Querpass I: Städel und MMK im Dialog, Galerie Jahrhunderthalle Hoechst, Frankfurt am Main 02.03.–13.04.1997.
- Kulturmeile Braubachstrasse. Kulturelles Gesamtkonzept für das Zentrum der Stadt Frankfurt am Main, Ausstellung und Pressekonferenz des OB-Beauftragten für Sonderprojekte kultureller Stadtentwicklung im Rathaus Römer, Frankfurt am Main, 13.05.–30.06.1997.
- Szenenwechsel XII – Museum für Moderne Kunst, Frankfurt am Main, 27.06.1997–04.01.1998:[101]
- Alighiero Boetti: Order and Disorder (1985/86). Ankauf einer zusammengehörigen Werkgruppe aus zwei privaten Sammlungen mit den Fördermitteln von 99 Patenschaften. Museum für Moderne Kunst Frankfurt, 27.06.1997–04.01.1998.
- Joseph Kosuth, FOUR COLORS FOUR WORDS, 1965, Museum für Moderne Kunst, Frankfurt am Main 1997/98.
- Gerhard Richter: 6 Farbfelder – 6 Anordnungen von 1260 Farben (1974), Museum für Moderne Kunst, Frankfurt am Main 1997/98.
- Inge Rambow: Wüstungen – Landschaften im Osten Deutschlands (1991–1993), Museum für Moderne Kunst, Frankfurt am Main 1997/98.
- Alex Katz – Gestaltung der Außenfassaden des Museums für Moderne Kunst Frankfurt im Rahmen des Goethe-Jahres 1999, New York / Frankfurt am Main 1997–1999.

### Das Whitney Museum of American Art in Frankfurt
(Hinweis:)

Views from Abroad: European Perspectives on American Art - Die Entdeckung des Anderen. Das Museum für Moderne Kunst Frankfurt zu Gast im Whitney Museum of American Art, New York, 17. 10.1996 – 05.01.1997.
Views from Abroad: European Perspectives on American Art - Die Entdeckung des Anderen. Das Whitney Museum of American Art, New York zu Gast im Museum für Moderne Kunst Frankfurt, Frankfurt am Main 31.1.–4.5.1997.
Thematische Werkgruppen:
- 1) Amerikanische Kunst der 20er und 30er Jahre im Sacco und Vanzetti Leseraum von Siah Armajani: Werke von George Ault, Ralston Crawford, Charles Demuth, Elsie Driggs, Philip Guston, Edward Hopper, Ben Shahn und Charles Sheeler.[105]
- 2) Kunst und soziale Realität: Jeff Wall, Reginald Marsh und Eric Fischl.[106]
- 3) Malerei und Figur: Willem de Kooning und Francis Bacon.[107]
- 4) Strukturen der Welt oder Natur und Kunst im Dialog: Bilder von Georgia O’Keeffe und Arthur Dove im Raum von Mario Merz.[108]
- 5) Existenz und Gegenwart: Barnett Newmans Plastik Here III  im Raum mit den Date-Paintings von On Kawara.[109]
- 6) Die Dialektik von Kunst und Leben: Eine Werkgruppe von Jasper Johns.[110]
- 7) Die doppelte Wirklichkeit der Dinge: Werkgruppen von Claes Oldenburg, Richard Artschwager und Reiner Ruthenbeck.[111]
- 8) Malerische Plastik – plastische Malerei: Werke von John Chamberlain und Brice Marden.[112]
- 9) Malerei und Fotografie im Dialog: Edward Hopper – Jeff Wall.[113]
- 10) Material und Sprache – Metaphorik und Konkretion: Joseph Beuys und Lawrence Weiner.[114]
- 11) Bild und Sprache. Fragen der Bedeutung von Kunst:  Werke von Ed Ruscha, John Baldessari, Bruce Nauman und Martha Rosler im Dialog mit Werken von Alighiero Boetti und Heiner Blum.[115]
- 12) Vom Klang der Dinge: Musikalische Werke von John Cage und Robert Morris.[116]
- 13) Malerei und Wirklichkeit: Eine Werkgruppe von Alex Katz in der zentralen Halle.[117]

## 1998
- Szenenwechsel XIII – Museum für Moderne Kunst, Frankfurt am Main, 30.01.–10.05.1998:[118]
- Gerhard Richter: 18. Oktober 1977 (1988) Neupräsentation der Werkgruppe vor der Weitergabe an das Museum of Modern Art New York, Museum für Moderne Kunst, Frankfurt am Main 1998.

Thomas Bayrle: TassenTassen (1967–1997), Museum für Moderne Kunst, Frankfurt am Main 1998.
- Alighiero Boetti: Die Welt zur Welt bringen / Mettere al Mondo il Mondo / Give birth to the world, in Kooperation mit Caterina Boetti und dem Archivio Boetti Rom, Museum für Moderne Kunst, Frankfurt am Main, 30.01.–10.05.1998 und Galerie Jahrhunderthalle Hoechst, 01.03.–19.04.1998.[119]
- Herbert Hamak bei J. Walter Thompson, Frankfurt am Main 1998.
- Szenenwechsel XIV – Museum für Moderne Kunst, Frankfurt am Main, 19.06.1998–03.01.1999:[120]
- Alberto Giacometti: L’homme qui marche (1960) & On Kawara: Date Paintings aus der Serie TODAY (1966–1991). Museum für Moderne Kunst, Frankfurt am Main 1998/99.[121]
- Alex Katz: «Smile» (1993/94), Museum für Moderne Kunst, Frankfurt am Main 1998/1999.[122]
- horizontal – vertikal: Carl Andre, Dan Flavin, Caspar David Friedrich, Herbert Hamak, Piet Mondrian, Unbekannter Meister um 1500, Galerie Jahrhunderthalle Hoechst, Frankfurt am Main, 04.10.–28.11.1998.
- Martha Rosler: In the Place of the Public: Flughäfen der Welt / Airports of the World, Airport Gallery, Flughafen Frankfurt, Frankfurt am Main, 03.09.–01.11.1998.[123]
- Fünf Künstler aus Frankfurt: Ulrich Diekmann, Hide Nasu, Harald Pompl, Herbert Warmuth, Gerhard Winkler, Deutsche Anlagen-Leasing, Mainz 02.12.1998–19.01.1999.

## 1999
- Szenenwechsel XV – Museum für Moderne Kunst, Frankfurt am Main, 05.02.–25.04.1999:[124]
- John Chamberlain: Werkgruppe der Sammlung und Leihgaben, Museum für Moderne Kunst, Frankfurt am Main 1999.
- Bill Viola: A 25 Year Survey Exhibition – Werke aus 25 Jahren, Museum für Moderne Kunst / Schirn Kunsthalle / Heilig-Geist-Kirche im Dominikanerkloster / Römerhalle im Rathaus Römer / Deutsche Börse – IHK, Museum für Moderne Kunst, Frankfurt am Main 05.02.–25.04.1999.
- Szenenwechsel XVI – Museum für Moderne Kunst, Frankfurt am Main, 11.06.1999–09.01.2000:[125]
- Bild und Menschenbild – Images and the Human Datei: Francis Bacon, Stefan Balkenhol, Christian Boltanski, Eric Fischl, Peter Fischli / David Weiss, Lucian Freud, Katharina Fritsch, Franz Gertsch, David Hockney, Martin Honert, Neil Jenney, Alex Katz, Roy Lichtenstein, Thomas Ruff, Beat Streuli, Jeff Wall und Andy Warhol. Thematische Sonderausstellungen mit Werkgruppen der Künstler im Rahmen der Szenenwechsel XVI-XIX, Museum für Moderne Kunst, Frankfurt am Main 1999–2000.
- Eric Fischl: The Travel of Romance, Werke 1979–1984, Museum für Moderne Kunst, Frankfurt am Main 1999/2000.
- David Hockney: Zeichnungen der 60er Jahre, Museum für Moderne Kunst, Frankfurt am Main 1999/2000.
- Andy Warhol: Zeichnungen der 50er & 60er Jahre und mit Leihgaben erweiterte Werkgruppe der Sammlung, Museum für Moderne Kunst, Frankfurt am Main 1999/2000
- Peter Fink (1907–1984): Photographs, Amerika Haus Frankfurt, 15. Januar bis 26. Februar 1999; Deutsch-Amerikanisches Institut Heidelberg, 12. März bis 12. April 1999; Städtische Galerie Brückenturm, Mainz, 28. August bis 26. September 1999.
- Dan Flavin: Two Primary Series and one Secondary (1968), erste Sonderausstellung und Eröffnung des Projektraum im Alten Hauptzollamtᴹᴹᴷ, 31.12.1999–19.03.2000.

## 2000
- Szenenwechsel XVII – Museum für Moderne Kunst, Frankfurt am Main, 04.02.–03.09.2000.[126]
- Gerhard Richter: Graubilder 1963–1968 aus der Sammlung des MMK und Leihgaben, Museum für Moderne Kunst, Frankfurt am Main 2000.
- Eric Fischl: Werke 1979–1987, Museum für Moderne Kunst, Frankfurt am Main 2000.
- Neil Jenney: Dog and Boy, Girl and Doll, Husband and Wife, Untitled (1969–1971), Museum für Moderne Kunst, Frankfurt am Main 2000.
- Roni Horn: Untitled (glass cubes), (1997) & On Kawara: Date Paintings (1966–1991), Museum für Moderne Kunst, Frankfurt am Main 2000.
- Screenings 01–10: Filme, Videos und Videoinstallationen von Professoren und Studenten deutscher und internationaler Kunsthochschulen, «Projektraum im Alten Hauptzollamtᴹᴹᴷ», Frankfurt am Main 2000–2001.
- New York? New York! Arbeiten von Stipendiaten der Hessischen Kulturstiftung I: Ute Friederike Jürß, Nikolaus List, Susa Templin, Amerika Haus, Frankfurt am Main 03.02.–31.03.2000.
- New York? New York! Arbeiten von Stipendiaten der Hessischen Kulturstiftung II: Stephan Melzl, Max Mohr, Peter Rösel, Amerika Haus, Frankfurt am Main 03.04.–30.05.2000.
- Walter Dahn: Film und Video, «Projektraum im Alten Hauptzollamtᴹᴹᴷ», Frankfurt am Main 04.06.–24.06.2000.
- Szenenwechsel XVIII – Museum für Moderne Kunst, Frankfurt am Main, 29.09.2000–04.03.2001:[127]
- Lucian Freud: Naked Portraits.[128] Werke der 40er bis 90er Jahre / Lucian Freud: Naked Portraits. Works from the 1940ies to the 1990ies, Museum für Moderne Kunst, Frankfurt am Main, 29.09.2000–04.03.2001.

## 2001
- Szenenwechsel XIX – Museum für Moderne Kunst, Frankfurt am Main, 30.03.–02.09.2001:[129]
- John Baldessari: Tetrad Series (1998/99), Museum für Moderne Kunst, Frankfurt am Main, 2001.
- Cecily Brown: 117 Aquarelle zum Film Four Letter Heaven (1995), Museum für Moderne Kunst, Frankfurt am Main, 2001.
- Franz Erhard Walther: 1. Werksatz 1963–1969 und Wortbilder (1957/58), Museum für Moderne Kunst, Frankfurt am Main, 2001.
- Szenenwechsel XX – Museum für Moderne Kunst, Frankfurt am Main, 28.09.2001–03.03.2002:[130]
- David Hockney: Radierungen zu Konstantinos Kavafis (1966), Museum für Moderne Kunst, Frankfurt am Main 2001/2002.
- Alighiero Boetti – Richard Long – Sol LeWitt: Ordnung und Unordnung, Museum für Moderne Kunst, Frankfurt am Main 2001/2002.
- Jeff Wall: Figures and Places. Ausgewählte Werke 1978–2000, Retrospektive im Museum für Moderne Kunst, Frankfurt am Main, 28.09.2001–03.03.2002.

## 2002
- Herbert Hamak: Permanent Red, 1993. (Video, 90 Min. Farbe, NTSC/VHS, Ed. 16). Vortrag und Filmvorführung, Museum für Moderne Kunst, Frankfurt am Main, 21.02. 2002.
- James Turrell: Untitled (For MMK Frankfurt) (1999–2002), Konzept zur Gestaltung der Außenfassaden des MMK Museum für Moderne Kunst Frankfurt, Museum für Moderne Kunst, Frankfurt am Main 2002.
- Leuchtspur / Traces of Light. Sonderausstellung in off-site-spaces entlang der Kulturmeile Braubachstrasse und im «Projektraum im Alten Hauptzollamtᴹᴹᴷ». Ein Sonderprojekt des Beauftragten für kulturelle Stadtentwicklung, Frankfurt am Main, 14.04.–31.08.2002.
- Thomas Lüer: ain ander liecht. Eine Installation im Kreuzgang des Karmeliterklosters zum Abschluss der Ausstellung Leuchtspur entlang der Kulturmeile Braubachstrasse. Ein Sonderprojekt des Beauftragten für kulturelle Stadtentwicklung, Frankfurt am Main, 27.09.–24.11.2002.

## 2003
- Die Neue Kunsthalle I: Erste Neupräsentation der Sammlung / The New Kunsthalle I: Re-Presenting the Collection, Part 1, Kunsthalle Mannheim, 28.03.–14.09.2003.
- Dialoge im Bunker 1: Sublime Landschaften. Ausgewählte Werke der Graphischen Sammlung im Dialog mit zeitgenössischer Kunst / Underground Dialogs 1: Landscape Sublime. Printed works and drawings from the Collection meet Contemporary Art, Kunsthalle Mannheim, 28.03.–14.09.2003.
- Blickachsen 4: Skulpturen im Kurpark Bad Homburg vor der Höhe 18.05.–05.10.2003.
- Mit den Augen des Sammlers: Hommage an Heinrich Vetter, Kunsthalle Mannheim, 27.09.–9.11.2003.
- Die Neue Kunsthalle II: natürlich – körperlich – sinnlich / The New Kunsthalle II: natural – physical – sensual. Zweite Neupräsentation der Sammlung / Re-Presenting the Collection, Part 2, Kunsthalle Mannheim 24.11.2003–07.03.2004.
- Sandra Mann: Night Life, Ausstellung und Veranstaltung mit Jean-Christophe Ammann, Kunsthalle Mannheim, 01.12.2003.

## 2004
- Juergen Teller: Tracht [&] Go sees, Kunsthalle Mannheim, 01.02.–07.03.2004.
- Max Beckmann in Mannheim. Veranstaltungsreihe und Neupräsentation der Werke aus der Sammlung, Kunsthalle Mannheim, 02.02.-15.02.2004.
- Die Neue Kunsthalle III: materiell – immateriell / The New Kunsthalle III: material – immaterial. Dritte Neupräsentation der Sammlung / Re-Presenting the Collection, Part 3, Kunsthalle Mannheim, 18.03.–12.09.2004.
- Arthur Omar: Fotoarbeiten und Videoprojektionen / Arthur Omar: Photography and Videos, Kunsthalle Mannheim, 18.03.–02.06.2004.
- Alighiero Boetti, Barbara Gladstone Gallery, New York, 21.02.–20.03.2004.
- Nigel Hall: Transformationen in Raum und Zeit / Transformations in Space and Time, Galerie Scheffel, Bad Homburg, 27.05.–12.07.2004.
- Feierliche Übergabe des Porträts «Herbert Tannenbaum» von Max Beckmann und Sonderausstellung im Max-Beckmann-Raum, Kunsthalle Mannheim, 06.06.2004.
- Focus Video: Yang Fudong, Kunsthalle Mannheim, 13.06.–12.09.2004.
- Focus Video: Gary Hill, Kunsthalle Mannheim, 13.06.–12.09.2004.
- Nigel Hall: Verborgene Täler / Hidden Valleys, Kunsthalle Mannheim, 13.06.–12.09.2004.
- Eröffnung «Metzler Kabinett» in der mit Fördermitteln des Bankhaus Metzler Frankfurt restaurierten Alten Bibliothek, Kunsthalle Mannheim, 23.06.2004.
- Wunderkammer Privatsammlung I: Stephan Balkenhol, Candida Höfer, Michel Majerus, Józef Robakowski im «Metzler Kabinett» der Alten Bibliothek, Kunsthalle Mannheim, 26.06.–12.09.2004.
- H.-W. & J. Hector-Kunstpreis 2003, Kunsthalle Mannheim, 11.07.–12.09.2004.
- Wunderkammer Privatsammlung II: Mark Fairnington – Fabulous Beasts in der Alten Bibliothek, Kunsthalle Mannheim, 25.09.2004–09.01.2005.
- ars viva 04/05 – Zeit, Kunsthalle Mannheim, 10.10.-28.11.2004.
- Die Neue Kunsthalle IV – Direkte Malerei: 40 Positionen internationaler zeitgenössischer Malerei / The New Kunsthalle IV – Direct Painting: 40 positions of international contemporary painting. Vierte Neupräsentation der Sammlung / Re-Presenting the Collection, Part 4, Kunsthalle Mannheim, 06.11.2004–01.05.2005.
- Bilder aus dem Atelier: Lynette Yiadom Boakye, London  / Paintings from the Studio: Lynette Yiadom Boakye, London, Einzelpräsentation im Rahmen der Ausstellung: Direkte Malerei, Kunsthalle Mannheim, 06.11.2004–01.05.2005.
- Yan Pei-Ming: The Way of the Dragon, Einzelpräsentation im Rahmen der Ausstellung: Direkte Malerei,[131] Kunsthalle Mannheim, 06.11.2004–01.05.2005.

## 2005
- Szczesny: Images érotiques, Kunsthalle Mannheim, 20.02.–01.05.2005.
- The New Ten. Zeitgenössische Kunst aus den 10 Mitgliedsstaaten der EU / Contemporary Art from the 10 new Member Nations of the European Union, Kunsthalle Mannheim, 06.03.–01.05.2005.
- Giuseppe Gallo: mito – rito – sito, Galleria dello Scudo, Verona, 30.04.–30.06.2005.
- Helmut R. Schulze, Helmut Kohl. Bilder eines Lebens, Kunsthalle Mannheim, 09.–29.05.2005.
- Herbert Hamak: Der Raum der Farbe, Kunsthalle Mannheim, 13.05.–10.07.2005.
- 680 Grad: Monat der Fotografie I. Horst Hamann: NEW YORK 3:1, Kunsthalle Mannheim, 13.05.–10.07.2005.
- 680 Grad: Monat der Fotografie I. horizontalvertical. Panoramafotografie aus der Sammlung Bernhard Wipfler, Kunsthalle Mannheim, 13.05.–10.07.2005.
- 680 Grad: Monat der Fotografie I. Horst Wackerbarth: Die rote Couch, Kunsthalle Mannheim, 13.05.–10.07.2005.
- 680 Grad: Monat der Fotografie II. Peter Fink: Von der Wiederfindung der Romantik / The Renaissance of Romance, Kunsthalle Mannheim, 04.06.–13.11.2005.
- 680 Grad: Monat der Fotografie II. Martin Parr: Think of England & Germany, Kunsthalle Mannheim, 04.06.–13.11.2005.
- 680 Grad: Monat der Fotografie II. Alastair Thain: Entrückung / Rapture, Kunsthalle Mannheim, 04.06.–13.11.2005.
- Cecily Brown: Malerei / Paintings, in Zusammenarbeit mit Modern Art Oxford, Kunsthalle Mannheim, 18.09.–30.12.2005.
- Jaume Plensa: Is Art something in between?, in Zusammenarbeit mit Stiftung Wilhelm Lehmbruck Museum, Duisburg, Kunsthalle Mannheim, 18.09.–30.12.2005.
- The American Dream – Die Wirklichkeit des Alltäglichen. Werke aus der Sammlung der DZ BANK / The American Dream – The Reality of the Everyday. Works from the Collection of the DZ BANK, Kunsthalle Mannheim, 18.09.–31.12.2005.
- Roger Fritz: Naturwelten – Kunstwelten / Natural Worlds – Art(ificial) Worlds, Kunsthalle Mannheim, 18.09.–30.12.2005.
- Max Ernst und die frühe Moderne in der Kunsthalle Mannheim. Ein Förderprojekt der Wilhelm-Müller-Stiftung, Kunsthalle Mannheim, Eröffnung 06.10.2005.
- Eröffnungsveranstaltung des „54. Internationalen Filmfestivals Mannheim-Heidelberg“ mit der Filmreihe „Kunst als Kino“, Kunsthalle Mannheim, 17.11.2005.
- Wunderkammer Privatsammlung III: Werke des Deutschen Expressionismus in der Alten Bibliothek, Kunsthalle Mannheim, 26.11.2005–26.02.2006.
- Alighiero Boetti: Un pozzo senza fine – Embroideries, Ben Brown Fine Arts, London Dezember 2005–Februar 2006.

## 2006
- H. W. & J. Hector Forschungszentrum, Kunsthalle Mannheim, 13.01.2006.
- H. W. & J. Hector Kreativitätszentrum, Kunsthalle Mannheim, 28.01.2006.
- Alighiero Boetti: Un pozzo senza fine, Embroideries, Ben Brown Fine Arts, London, 23.01.-07.04.2006.[132]

- Peter Loewy: Private Collection, Kunsthalle Mannheim, 29.01.–19.02.2006.[133]
- Sigmar Polke: Fotografien 1964–2000, Kunsthalle Mannheim, 09.02.–19.03.2006.
- Pat York: Porträts, Berühmtheiten und Orte / Pat York: Portraits, Celebrities and Situations, Kunsthalle Mannheim, 09.02.–19.03.2006.
- Full House: Gesichter einer Sammlung / Full House: Faces of a Collection. Neupräsentation der Sammlung, Kunsthalle Mannheim, 02.04.–04.09.2006.[134]
- Special 1: Hussein Chalayan, Kunsthalle Mannheim, 02.04.–04.09.2006.
- Special 2: Axel Geis, Kunsthalle Mannheim, 02.04.–04.09.2006.
- Special 3: Uwe Kowski, Kunsthalle Mannheim, 02.04.–04.09.2006.
- Special 4: Zbigniew Rogalski, Kunsthalle Mannheim, 02.04.–04.09.2006.
- Special 5: Wawrzyniec Tokarski, Kunsthalle Mannheim, 02.04.–04.09.2006.
- Heiner Blum, Kunsthalle Mannheim, 16.09.2006–24.11.2006.
- Nedko Solakov: Earlier Works, Kunsthalle Mannheim, 26.11.2006–28.01.2007.
- Bernd Zimmer: Cosmos. Bilder 1998–2006, Kunsthalle Mannheim, 20.11.2006–04.02.2007.
- Toti Scialoja: Opere 1983–1997, Galleria dello Scudo, Verona 09.12.2006–28.02.2007.

## 2007
- Weischer meets Beckmann, Kunsthalle Mannheim, 27.01.–15.04.2007.
- Meisterklasse Akademie der bildenden Künste Karlsruhe, Kunsthalle Mannheim, 27.01.–15.04.2007.
- SEO: Am Ende kam der Tag / SEO: At the end came the day, Kunsthalle Mannheim, 24.02.2007.
- James Turrell: Four Eyes, Ein Geschenk der H. W. & J. Hector Stiftung an die Kunsthalle Mannheim zum 100-jährigen Jubiläum, Kunsthalle Mannheim, 9. März 2007.
- H. W. & J. Hector Kunstpreis 2006, Kunsthalle Mannheim, 10.03.–25.4.2007.
- Der neue Skulpturenpark / The New Sculpture Park, Kunsthalle Mannheim, 25.04.2007.
- 100 Jahre Kunsthalle Mannheim / 100 Years Kunsthalle Mannheim, Kunsthalle Mannheim, 02.05.–09.09.2007.[135]
- Discovering Backstage: Works from the artists behind the curtain …, Kunsthalle Mannheim, 02.05.–09.09.2007.
- Thomas Zipp: Planet Caravan – A Futuristic World Fair, Kunsthalle Mannheim, 02.05.–17.06.2007.
- Tal R: Fruits, Kunsthalle Mannheim, 02.05.–09.09.2007.
- James Turrell, KHM – Niches. Ausstellungskonzept für die Nischen im Altbau der Kunsthalle Mannheim, 22.05.–09.09.2007.
- Strong Women – Picturesque Worlds: Cornelia Schleime, Niki Elbe, SEO, Verena Foundation Hydra/Greece in cooperation with Kunsthalle Mannheim, 06.07.–23.07.2007.
- Summer Specials: Niki Elbe – Cornelia Schleime, Kunsthalle Mannheim, 04.08.–09.09.2007.
- Burkhard Held: Facescapes, Kunsthalle Mannheim, 04.08.–09.09.2007.
- Matthias Weischer, Malerei / Painting, Kunsthalle Mannheim, 22.09.2007–01.01.2008.
- Nina Hoffmann: New Portraits, Kunsthalle Mannheim, 22.09.2007–01.01.2008.
- Roberto Edwards – Cuerpos Pintados, Kunsthalle Mannheim, 22.09.2007–13.01.2008.

## 2008
- Giuseppe Gallo: All in. MACRO – Museo d’Arte Contemporanea di Roma. Mit Danilo Eccher, Rom 16.11.2007–02.02.2008.
- Gerhard Demetz: Sculptural Child Figures, Galleria Rubin, Milano 2008.

## 2009
- Curator's Choice: Niki Elbe, Nina Hoffmann, Myriam Holme, Zhu Hong, Natacha Ivanova, Thomas Lüer, Yan Pei-Ming, Philipp Morlock, SEO, Alastair Thain, Markus Vater,  Swiss Art Institution, Forsthaus Villa Karlsruhe, 26.07.–13.09.2009.
- artscoutone. Zeitgenössische Kunst im Stadtraum. Überblicksausstellung zur Gegenwartskunst in der Metropolregion Rhein-Neckar mit 90 Künstlern und ortsspezifischen Arbeiten an 17 temporären Standorten zwischen Industriegebiet und Mannheimer Schloss, 15.11.2009–31.03.2010.

## 2010
- Marcel Weber & Olga Weimer: Dialogue on a Birch Tree. Swiss Art Institution @ Maison Victor, Berlin 05.–27.06.2010.
- Künstlerpaare Künstlerfreunde – Artist Duos Artist Friends: Peter Fischli und David Weiss, Daniel & Geo Fuchs, Karla Hecker & Levke Leiß, Marcel Weber & Olga Weimer, Swiss Art Institution, Forsthaus Villa Karlsruhe, 03.07.–04.09.2010.
- Hans Peter Adamski: Sehnsuchtsquadrate / Squares of Longing, Swiss Art Institution, Forsthaus Villa Karlsruhe, 18.09.–21.11.2010.[136]
- artscoutneo – Junge Kunst @ artlabheidelberg, Alte Tabakfabrik P. J. Landfried, Heidelberg, 03.12.2010–01.03.2011.

## 2011
- artscoutspecial @ Swiss Art Institution. Young artists from Germany: Nicolas Bärnreuther, Shahab Gabriel Behzumi, Carolina Brack, Guillaume Bruère, Eno Henze, Martin Knauf, Björn Knapp, Daavid Mörtl, Thomas Neger, Franziska Wolff, Swiss Art Institution, Forsthaus Villa Karlsruhe, 13.03.–03.04.2011.
- Petra Arnold & Margret Eicher: ICONIC ICONS, artlabheidelberg, Alte Tabakfabrik P. J. Landfried, Heidelberg, 06.04.–08.05.2011.
- Margret Eicher – ICONIC ICONS, Swiss Art Institution, Forsthaus Villa, Karlsruhe, 17.05–30.06.2011.
- Horst Hamann: MYTHOS, artlabheidelberg, Alte Tabakfabrik P. J. Landfried & Qube Heidelberg, 23.07–25.09.2011.
- artscoutspecial @ artlabmannheim: Young artists from Germany. Carolina Brack, Jens Hafner, Björn Knapp, Martin Knauf, Jack Savant, Olga Weimer & Marcel Weber, Franziska Wolff, artlabmannheim, F 2, 4a Mannheim, 01.07.–31.10.2011.

## 2012
- artlabmannheim @ East Site 2, Mannheim: Carolina Brack, Margret Eicher, Björn Knapp, Martin Knauf, Thomas Neger, Marcel Weber & Olga Weimer, Alastair Thain und Franziska Wolff, East Site 2, Mannheim, 04.01.–31.01.2012.
- Skulpturenpark Forsthausvilla: Miriam Lenk – Corps sensuels / Stefan Szczesny – Images érotiques, Swiss Art Institution, Forsthaus Villa, Karlsruhe, 05.08–13.10.2012.
- Introspection. Die verborgene Wirklichkeit des Künstlers / The hidden reality of the artist, artlabmannheim, F2, 4a, Mannheim, 11.11.2012–31.03.2013.

## 2013
- Introspection. Die verborgene Wirklichkeit des Künstlers / The hidden reality of the artist, artlabmannheim, F2, 4a, Mannheim, 11.11.2012–31.03.2013.
- Alighiero Boetti: Imaginando tutto, Qatar Museums Authority, March 2013.
- London Portraits: Nick Gentry – Andrew Salgado – George Morton-Clark, Galerie Flash, München 19.10.–30.11.2013.[137]
- Massimo Vitali: Fotografien. artlabberlin @ art loft berlin, 04.–18.10.2013.
- Otgonbayar Ershuu: Neue Bilder / Otgonbayar Ershuu: New Painting, artlabmannheim,[138] F 2, 4a, Mannheim, 07.09.2013–31.01.2014.
- Innenwelten Aussenwelten / Inner Outer Worlds. Video-Installationen und Video-Projektionen von Shahab Gabriel Behzumi, Cecily Brown, Valentin Hennig, Bill Viola. artlabberlin @ art loft berlin, 13.–15.09.2013.